# The Army Goes Rolling Along
The Army Goes Rolling Along (dt. „Das Heer rollt voran“) ist der Titel der offiziellen Hymne der United States Army und ist inoffiziell als The Army Song bekannt.

## Geschichte
Die Ursprünge der Hymne reichen bis in den April 1908 zurück, als der Oberleutnant und spätere Brigadegeneral Edmund L. Gruber gemeinsam mit den Leutnants William Bryden und Robert M. Danford sowie drei anderen Offizieren ein Vorläuferlied namens The Caisson Song („Protzenlied“) für seine Einheit, erarbeitete, das unter Artilleristen schnell an Beliebtheit gewann. Im Jahre 1917 baten der Marineminister Josephus Daniels und Heeresleutnant George Friedlander, der im 306. Artilleriebataillon diente, John Philip Sousa darum, einen Marsch zu komponieren, der auf dem Caisson Song gründen sollte. Sousa war bereits zu diesem Zeitpunkt ein bekannter Militärkomponist und hatte 1888 den offiziellen Marsch des US Marine Corps komponiert. Nach ihm ist das Sousaphon benannt. Da das Lied informell verbreitet worden war, führte man seinen Ursprung auf den Sezessionskrieg zurück und wähnte seinen Schöpfer tot. Sousa änderte die Tonart, Harmonik und den Rhythmus, und fügte eigene Textbausteine hinzu, und veröffentlichte das Lied als US Field Artillery neu. Die Aufnahme verkaufte sich in kürzester Zeit über 750.000 Mal. Auf diesen Erfolg hin trat Gruber mit Sousa in Kontakt, der sich sofort dazu bereit erklärte, Tantiemen an Gruber abzuführen. Seine Urheberschaft konnte er durch seine ehemaligen Kameraden glaubhaft belegen. Gruber war über den Erfolg seiner Komposition erfreut, sodass er die Weiterverbreitung in Liedersammlungen wie beispielsweise der West-Point-Sammlung genehmigte. Von den Tantiemen für die Erstveröffentlichung des US Field Artillery stand der Bekanntheitsgrad des Liedes innerhalb der Truppe für Gruber im Vordergrund, sodass er nicht gegen diverse kommerzielle Drittveröffentlichungen vorging.
Das Heer fühlte sich aufgrund der Tatsache, dass es im Gegensatz zu den anderen Teilstreitkräften nach dem Zweiten Weltkrieg noch über keine eigene, offizielle Hymne verfügte, zunehmend unter Druck gesetzt, sodass Heeresstaatssekretär Frank Pace im Jahre 1952 einen öffentlichen Wettbewerb ausschrieb und zur Evaluierung der Vorschläge eine zivile Kommission einsetzte. Der Liedermacher Sam H. Stept, Urheber des Liedes Don’t Sit Under the Apple Tree, gewann zwar die Ausschreibung, musste aber einer Entschärfung zweier Zeilen zustimmen. Der Vorschlag trug den Namen The Army goes Rolling Along. Stept war hierzu von einem Besuch in Fort Benning im Bundesstaat Georgia inspiriert worden. Am 20. Januar 1953 wurde der Marsch zur Amtseinführung von Präsident Dwight D. Eisenhower gespielt. Aufgrund urheberrechtlicher Bedenken wegen der Ähnlichkeit zu einem Lied namens I’ve Got A Lovely Bunch Of Coconuts setzte das Heer den offiziellen Marsch ab und beauftragte einen ihrer gedienten Musiker, den bereits pensionierten Major Harold Arberg, damit, einen angemessenen Ersatz zu finden. Dabei machte ihm der Nachfolger Paces', Wilbur Brucker, die Vorgabe, den U.S. Field Artillery umzuschreiben, damit er für alle Truppenteile repräsentativ sei. Arbergs Version wurde 1956 unter dem Titel The Army Goes Rolling Along zum offiziellen Marsch der Army.
Im heutigen Gebrauch wird von jedem Soldaten die Kenntnis des Liedes vorausgesetzt und erwartet, dass jedes Mitglied der United States Army bei Erklingen den Marsch im Stand mitsingt.

## Text
| Englischer Text                                                 | Sinngemäße Übersetzung                                                                    |
| --------------------------------------------------------------- | ----------------------------------------------------------------------------------------- |
| March along, sing our song                                      | Marschiere mit, sing’ unser Lied                                                          |
| with the Army of the free                                       | Mit der Armee der Freien                                                                  |
| Count the brave,                                                | Zähl’ die Mutigen                                                                         |
| count the true,                                                 | Zähl’ die Wahrhaftigen                                                                    |
| who have fought to victory.                                     | Die bis zum Sieg kämpften                                                                 |
| We’re the Army and proud of our name;                           | Wir sind die Army und unseres Namens stolz                                                |
| We’re the Army and proudly proclaim:                            | Wir sind die Army und verkünden stolz:                                                    |
|                                                                 |                                                                                           |
| First to fight for the right, and to build the Nation’s might,  | Die ersten im Kampf für das Recht, und um die Macht unserer Nation zu bauen,              |
| And the Army Goes Rolling Along                                 | Da rollt die Army voran                                                                   |
| Proud of all we have done,                                      | Stolz auf all das, was wir verrichteten,                                                  |
| Fighting till the battle’s won,                                 | Kämpften wir bis die Schlacht gewonnen war                                                |
| And the Army Goes Rolling Along                                 | Und die Army marschiert voran                                                             |
| Refrain:                                                        |                                                                                           |
| Then it’s hi, hi, hey! The Army’s on its way                    | Dann heißt es Hi, hi, hey, die Army ist auf dem Weg,                                      |
| Count off the cadence loud and strong (two, three)              | Zählt den cadence ein, laut und stark (zwei, drei)                                        |
| For wher-e’er we go, You will always know                       | Denn wo auch immer wir hingehen, solltest Du wissen                                       |
| that the Army Goes Rolling Along                                | Dass die Army stets marschiert                                                            |
|                                                                 |                                                                                           |
| Valley Forge, Custer’s ranks, San Juan hill and Patton’s tanks, | Valley Forge, Custers Stellungen, der Hügel von San Juan und Pattons Panzer               |
| And the Army went rolling along.                                | Auch da rollte die Army voran.                                                            |
| Minutemen from the start,                                       | Minutemen von Anbeginn,                                                                   |
| Always fighting from the heart,                                 | Immer von Herzen kämpfend,                                                                |
| And the Army keeps rolling along.                               | Da rollte die Army voran.                                                                 |
| Refrain:                                                        |                                                                                           |
| Men in rags, men who froze, still that Army met its foes,       | Männer in Lumpen, Männer, die (er)froren, die Army trat noch immer ihren Feinden entgegen |
| And the Army went rolling along.                                | Auch da rollte die Army voran                                                             |
| Faith in God, then we’re right,                                 | Glaube an Gott, dann sind wir auf dem rechten Weg                                         |
| And we’ll fight with all our might,                             | Dann können wir mit all unserer Macht kämpfen                                             |
| As the Army keeps rolling along.                                | Sodass die Army voranrollen kann                                                          |